# 반포 써밋
반포 써밋(Banpo Summit) 또는 반포 센트럴 푸르지오 써밋(Banpo Central Prugio Summit)은 서울특별시 서초구 반포동에 위치한 아파트 단지이다.

## 개요
삼호가든 4차 아파트를 재건축한 아파트 단지로, 8개동 764세대로 구성되어 있다.

## 같이 보기
- 푸르지오
- 서초 푸르지오 써밋